# Santiago (Agusan del Norte)
Santiago (Lungsod sa Santiago - Bayan ng Santiago - Municipality of Santiago), antaño conocido como Paypay,  es un municipio filipino de cuarta categoría, situado en la parte nordeste de la isla de Mindanao. Forma parte del Segundo Distrito Electoral de la provincia de Agusan del Norte situada en la Región Administrativa de Caraga, también denominada Región XIII.

## Geografía
Municipio situado al nordeste de la provincia, fronterizo con las de Surigao del Sur y Agusan del Sur.
Su término linda al norte con el municipio de Jabonga; al sur con el de Cabadbaran; al este con las mencionadas provincias; y al oeste con el de Tubay.

### Barangays
El municipio de Santiago se divide, a los efectos administrativos, en 9 barangayes o barrios, conforme a la siguiente relación:
| - Curva - Jagupit - La Paz | - Santiago (Población I) - San Isidro - Tagbuyacan | - Estanislao Morgado - Santiago (Población II) | - Pangaylan-IP |  |

## Historia
A finales de 1898 se instalan en este lugar un grupo de indígenas procedentes de Jabonga, siendo el  lugar reconocido por el municipio de Cabadbaran como barrio de Santiago
En 1924 la crecida del río Aciga destruye todas las propiedades, plantas y animales. los pobladores abandonan el lugar estableciéndose en el barrio de Jagupit, que fue nuevamente destruido por una nueva crecida el año de 1936, trasladándose al sitio de Paypay,  habitado por dos grupos de indígenas,  manobo y mamanoás.
Papay aumenta su población tras la construcción de la carretera nacional.
Hacia finales de 1936 el nombre de Paypay fue cambiado por el de Santiago en honor al apóstol Santiago.
En 1964 el entonces barrio de  Santiago solicita formar un nuevo municipio segregándose del de  Cabadbaran. Su deseo fue logrado el 15 de junio de   1969.